# Добкин, Иннокентий Яковлевич
Иннокентий Яковлевич Добкин (1914, Петровск-Забайкальский, Читинская область — 11 сентября 1954, Земля Франца-Иосифа, Архангельская область) — советский полярник, гидрограф.

## Биография
Родился в семье служащего. В 1931 году по окончании школы начал работать слесарем на чугунолитейном заводе. В 1939 году окончил Омский сельскохозяйственный институт (геодезическое отделение) и по распределению был направлен в отдел землеустройства Якутской АССР. Позже перевёлся в Ленский гидрографический отдел Главного управления Северного морского пути (ГУСМП), где с 1940 по 1943 годы работал геодезистом в Янском гидрографическом отряде. С 1943 по 1946 годы был сотрудником Провиденческой гидробазы, участвовал в гидрографических исследованиях арктических водных бассейнов.
В 1947 он перешел в Северную портоизыскательскую экспедицию ГУСМП, а в 1950 в Главное управление Севморпути на должность начальника астрономо-геодезического отдела.
В 1956 году в честь Иннокентия Добкина назван мыс на юго-востоке острова Земля Александры архипелага Земля Франца-Иосифа.